# Centrale idroelettrica di Villa Rinaldi
La Centrale Idroelettrica di Villa Rinaldi è un impianto idroelettrico situato nel comune di San Quirino (EDR di Pordenone)

## Storia
Gemella della centrale di San Foca, venne realizzata dalla SADE nella prima metà degli anni '50, per sfruttare l'acqua scaricata dalla centrale sopra citata. 
Nata per ospitare due gruppi generatori, rimarrà con un solo gruppo per oltre un trentennio, fino al 1985, quando venne potenziata.Sul canale di scarico della centrale è stato realizzato il Nodo Idraulico "B": l'acqua proveniente dalla centrale alimenta il canale consorziale di Villa Rinaldi; l'acqua in eccesso, prima dissipata nel Cellina, è stata in seguito convogliata nel nuovo impianto idroelettrico del Cellina: la centrale di Cordenons.

## Costruzione
La centrale venne realizzata in cemento armato, successivamente intonacata e rivestita in clinker. la condotta forzata fu costruita dalla ditta Nervi & Bartoli in calcestruzzo armato precompresso. Venne sostituita nel 2013.

## Macchinario
La centrale venne inizialmente dotata di una turbina di tipo Francis e un alternatore.
Fu inoltre dotata sin dalla costruzione di uno scarico sincrono (per le turbine) e di una torre piezometrica, per prevenire i colpi d'ariete.